# كوستا نامونيسو
كوستا نامونيسو (بالإنجليزية: Costa Nhamoinesu)‏ (مواليد 6 يناير 1986) هو لاعب كرة قدم زيمبابوي، يلعب حاليًا كظهير أيسر في الدوري التشيكي لكرة القدم لصالح نادي سبارتا براغ.

## إحصائيات

### النادي
آخر تحديث 18 يونيو 2016..
| النادي      | الموسم   | الدوري         | الدوري | الدوري | الكأس المحلي | الكأس المحلي | كأس الدوري | كأس الدوري | قاريًا | قاريًا | أخرى | أخرى  | المجموع | المجموع |
| النادي      | الموسم   | الدرجة         | ظهور   | أهداف  | ظهور         | أهداف        | ظهور       | أهداف      | ظهور  | أهداف | ظهور | أهداف | ظهور    | أهداف   |
| ----------- | -------- | -------------- | ------ | ------ | ------------ | ------------ | ---------- | ---------- | ----- | ----- | ---- | ----- | ------- | ------- |
| سبارتا براغ | 2013–14  | الدوري التشيكي | 24     | 3      | 4            | 0            | —          | —          | 2     | 0     | 0    | 0     | 30      | 3       |
| سبارتا براغ | 2014–15  | الدوري التشيكي | 28     | 0      | 4            | 0            | —          | —          | 11    | 1     | 1    | 0     | 44      | 1       |
| سبارتا براغ | 2015–16  | الدوري التشيكي | 25     | 3      | 4            | 1            | —          | —          | 15    | 2     | 0    | 0     | 29      | 7       |
| سبارتا براغ | المجموع  | المجموع        | 77     | 6      | 12           | 1            | —          | —          | 28    | 3     | 1    | 0     | 118     | 11      |
| الإجمالي    | الإجمالي | الإجمالي       | 77     | 6      | 12           | 1            | —          | —          | 28    | 3     | 1    | 0     | 118     | 11      |

1. ↑  كأس التشيك
2. ↑  يضم دوري أبطال أوروبا والدوري الأوروبي
3. ↑  يضم كأس السوبر التشيكي
4. ↑  مباراتان في الدوري الأوروبي 2013–14
5. ↑  3 مباريات في دوري أبطال أوروبا 2014–15, وثمانية في الدوري الأوروبي 2014–15
6. ↑  هدف في الدوري الأوروبي 2014–15
7. ↑  مباراة واحدة في كأس السوبر التشيكي
8. ↑  مباراتان في دوري أبطال أوروبا 2015–16, و13 مباراة في الدوري الأوروبي 2015–16
9. ↑  هدفان في الدوري الأوروبي 2015–16

### الأهداف الدولية
آخر تحديث 18 يونيو 2016.. أهداف زيمبابوي تظهر أولًا على اليمين.
| م | التاريخ      | الملعب                                  | الخصم    | الهدف | النتيجة | المنافسة                                              |
| - | ------------ | --------------------------------------- | -------- | ----- | ------- | ----------------------------------------------------- |
| 1 | 28 مارس 2016 | الملعب الوطني للرياضات، هراري، زيمبابوي | إسواتيني | 2–0   | 4–0     | تصفيات كأس الأمم الأفريقية لكرة القدم 2017 المجموعة ك |

## الألقاب

### الأندية
ماسفينغو يونايتد
- بطولة استقلال زيمبابوي (2): 2006،[1] 2007[1]

سبارتا براغ
- الدوري التشيكي لكرة القدم (1): 2013–14[1]
- كأس التشيك (1): 2013–14[1]
- كأس السوبر التشيكي (1): 2014[1]

## روابط خارجية
- كوستا نامونيسو على موقع الاتحاد الأوربي (الإنجليزية)
- كوستا نامونيسو على موقع قاعدة بيانات كرة القدم.إي يو (الإنجليزية)
- كوستا نامونيسو على موقع ناشيونال فوتبول تيمز (الإنجليزية)
- كوستا نامونيسو على موقع Soccerway.com (الإنجليزية)
- كوستا نامونيسو على موقع عالم كرة القدم.نت (الإنجليزية)
- كوستا نامونيسو على موقع AS.com (الإسبانية)